# The Nitty Gritty Dirt Band (album)
| Recensione    | Giudizio |
| ------------- | -------- |
| AllMusic      |          |
| 24.000 dischi |          |

The Nitty Gritty Dirt Band è il primo album dell'omonimo gruppo musicale di country-rock e bluegrass statunitense Nitty Gritty Dirt Band, pubblicato dalla Liberty Records nel marzo del 1967.

## Tracce

### LP
(1967, Liberty Records, LRP-3501/LST-7501)
Lato A
1. Buy for Me the Rain – 2:23 (testo: Greg Copeland – musica: Steve Noonan)
2. Euphoria – 1:27 (Roy Kral, Charlie Ventura)
3. Melissa – 2:17 (Jackson Browne)
4. You Took the Happiness (Out of My Head) – 2:25 (Russ Regan)
5. Hard Hearted Hannah (The Vamp of Savannah) – 2:10 (testo: Jack Yellen, Bob Bigelow, Charles Bates – musica: Milton Ager)
6. Holding – 2:38 (Jackson Browne)

Durata totale: 13:20
Lato B
1. Song to Jutta – 2:35 (Bruce Kunkel)
2. Candy Man – 2:29 (Reverendo Gary Davis)
3. Dismal Swamp – 1:55 (John McEuen, William E. McEuen)
4. I Wish I Could Shimmy Like My Sister Kate – 1:50 (Armand J. Piron)
5. Crazy Words, Crazy Tune – 1:27 (testo: Jack Yellen – musica: Milton Ager)
6. You're Gonna Get It in the End – 2:28 (Mick Takamatsu, James Hendricks, Fred Olson)

Durata totale: 12:44

## Formazione

### Gruppo
- Jeff "Spanky Duff" Hanna – voce, washboard, woodblock, kazoo, altro (comb, phinius)
- Jimmy "Starch Harpo" Fadden – voce, armonica, bidofono, kazoo, phinius
- Ralph "Raucous" Barr – voce, chitarra, kazoo, bidofono, altro (bubbles)
- Les "Totally" Thompson – voce, mandolino, kazoo, bidofono, phinius
- Bruce "Spider Bones" Kunkel – chitarra, kazoo, bidofono
- John "King O' Banjo" McEuen – banjo, bidofono

### Produzione
- Dallas Smith – produzione, arrangiamento
- Armin Steiner – ingegnere delle registrazioni
- Woody Woodward – grafica e design copertina album originale
- Bill McEuen/John Stewart – copertina album originale
- John Stewart – foto retrocopertina album originale
- Ann Moses – note retrocopertina album originale[6]

## Classifica
Album
| Anno | Classifica    | Posizione raggiunta |
| ---- | ------------- | ------------------- |
| 1967 | Billboard 200 | 151                 |

Singoli
| Anno | Titolo del brano    | Classifica | Posizione raggiunta |
| ---- | ------------------- | ---------- | ------------------- |
| 1967 | Buy for Me the Rain | Hot 100    | 45                  |